# Uncaria borneensis
Uncaria borneensis är en måreväxtart som beskrevs av George Darby Haviland. Uncaria borneensis ingår i släktet Uncaria och familjen måreväxter. Inga underarter finns listade i Catalogue of Life.